# Haydée Santamaría
Haydée Santamaría Cuadrado (30 de dezembro de 1922 - 28 de julho de 1980) foi uma revolucionária e política cubana, considerada uma heroína na Cuba pós-revolucionária. Participou do assalto ao Quartel Moncada, em Santiago de Cuba, no dia 26 de julho de 1953, ação pela qual foi presa junto com Melba Hernández. Foi membro fundadora do Comitê Central do Partido Comunista de Cuba e uma das primeiras mulheres a ingressar no PCC. Ela manteve uma posição de liderança ao longo de toda sua vida. Tendo participado do ataque ao Quartel Moncada, Santamaría faz parte de um seleto grupo de pessoas que estiveram envolvidas em todas as fases da Revolução Cubana, desde o início até o seu fim.

## Biografia
Santamaría nasceu em 30 de dezembro de 1922, em Encrucijada, Cuba, na refinaria de açúcar Constancia, filha dos imigrantes espanhóis Joaquina Cuadrado e Abel Benigno Santamaría. A mais velha entre cinco filhos, só frequentou a escola até a sexta série, o que não era incomum devido à pobreza e aos costumes quanto ao gênero; no entanto, repetiu a sexta série 3 ou 4 vezes antes de sair da escola, exibindo uma apreciação pela leitura e aprendizagem. Na escola, conheceu grandes escritores, entre eles José Martí - uma figura importante da literatura cubana e um símbolo nacional da independência.
Depois de tentar ser enfermeira e trabalhar como professora por um curto período, Haydée conseguiu mudar-se, junto de seu irmão, Abel Santamaría, para Havana, no início dos anos 1950. Santamaría e Melba Hernandez foram as duas únicas mulheres a participar diretamente no assalto ao Quartel Moncada em 26 de julho de 1953. Suas funções antes, durante e após o ataque de 26 de julho incluíram a aquisição e transporte de armas, o envolvimento na estruturação da organização revolucionária do Movimento 26 de Julho, bem como a ajuda na montagem do levante urbano de 30 de novembro de 1956 em Santiago de Cuba ao lado de Frank País e Celia Sánchez.

## Atividade revolucionária e pós-revolucionária
Durante sua prisão após o assalto de Moncada, os guardas teriam trazido para ela o olho que sangrava de seu irmão, Abel Santamaría, e ameaçaram arrancar o outro. Também trouxeram para ela o testículo mutilado de seu então noivo, Boris Luis Santa Coloma. A resposta dela foi: “Se você fez isso com eles e eles não falaram, muito menos eu farei isso”. Após sua libertação, ela ajudou a fundar o Movimento 26 de Julho, juntando-se às forças guerrilheiras lideradas por Fidel Castro e Che Guevara nas montanhas de Sierra Maestra. Em 4 de setembro de 1958, Fidel Castro fundou o Pelotão Mariana Grajales, um batalhão de mulheres do exército rebelde. Haydée foi membro das Marianas durante a guerra, lutando nas montanhas da Sierra Maestra.

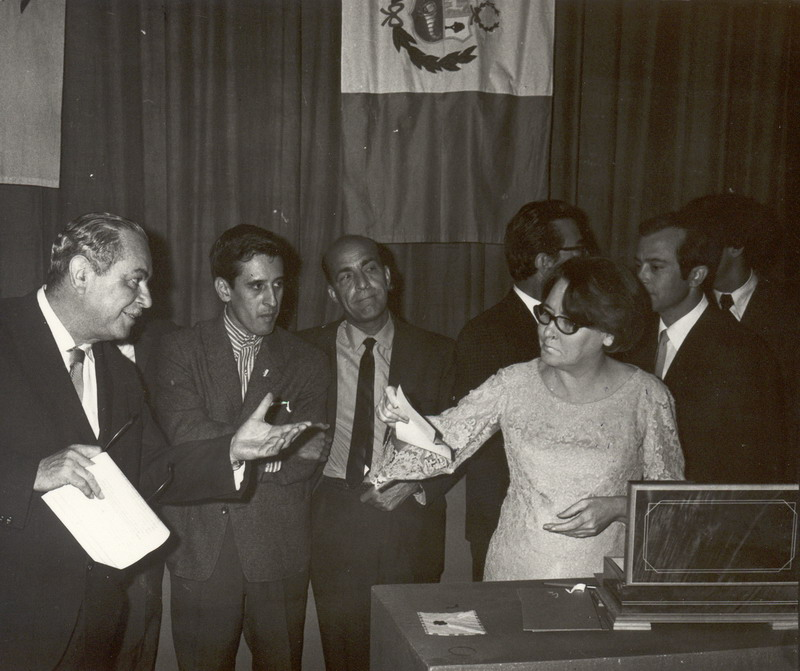
Reunião do Grupo Literário Cubano na Casa de las Américas

Após a Revolução Cubana em 1959, ela fundou a instituição cultural Casa de las Américas, e permaneceu como sua diretora por duas décadas. Foi uma instituição ousada que deu voz ao trabalho dos dissidentes latino-americanos e continua até hoje. Além da literatura, a instituição trouxe música, pintura e teatro inovadores ao povo cubano. O papel único de Haydée Santamaría dentro da Casa permitiu que ela praticasse o internacionalismo em face do embargo dos Estados Unidos contra Cuba, criando um espaço para que artistas e intelectuais de todo o mundo se encontrarem e colaborarem em Cuba. Seu compromisso com o desenvolvimento cultural de Cuba permitiu-lhe conhecer muitas pessoas novas e interessantes, mas seria atormentada pela trágica perda de seus entes queridos até o fim de sua vida.

## Vida pessoal e morte
A depressão a afetou severamente até o fim de sua vida. Frequentemente, ela passava dias na cama durante episódios depressivos. Ela acabou se casando e tendo dois filhos, entre eles a escritora cubana Celia Hart. Ela e seu esposo também acolheram muitas crianças e administraram seu próprio tipo de orfanato. Haydée suicidou-se aos cinquenta e sete anos na casa que partilhavam com os filhos em 28 de julho de 1980, dois dias após o 27º aniversário do atentado ao quartel de Moncada. O fato de seu suicídio foi problemático dentro de Cuba, e alguns especularam a razão pela qual ela não foi homenageada na Plaza de la Revolución, mas sim teve um enterro de cidadão comum em Havana. A morte de Santamaría ocorreu apenas seis meses após a morte de sua amiga e companheira de revolução Celia Sánchez. Os acontecimentos da Revolução Cubana deixaram uma marca indelével nela, fazendo-a perder muitas pessoas de quem era próxima e, em última análise, contribuindo para a depressão que sofreu ao longo da vida. Em uma carta publicada pela Casa de las Américas em 1968, ela escreveu a Che Guevara após sua morte: "Quatorze anos atrás eu vi os seres humanos mais intensamente amados morrerem - acho que já vivi demais. O sol não está tão bonito, não sinto prazer em ver as palmeiras. Às vezes, como agora, apesar de aproveitar tanto a vida, sabendo que vale a pena abrir os olhos todas as manhãs, nem que seja por essas duas coisas, tenho vontade de mantê-los fechados, como você."